# The Mountain (Dierks Bentley)
The Mountain è il nono album in studio del cantante statunitense Dierks Bentley, pubblicato nel 2018.

## Tracce
1. Burning Man (featuring Brothers Osborne) – 3:58
2. The Mountain – 4:44
3. Living – 3:42
4. Woman, Amen – 3:00
5. You Can't Bring Me Down – 4:46
6. Nothing On but the Stars – 3:47
7. Goodbye in Telluride – 3:09
8. My Religion – 3:05
9. One Way – 3:37
10. Son of the Sun – 3:10
11. Stranger to Myself – 3:24
12. Travelin' Light (featuring Brandi Carlile) – 3:14
13. How I'm Going Out – 3:38